# La liberazione del mondo
(H. G. Wells The World Set Free, 1914)
La liberazione del mondo (The World Set Free) è un romanzo di fantascienza di H. G. Wells, scritto nel 1913 e pubblicato originariamente a Londra nel 1914. Descrive con decenni di anticipo la bomba atomica. Gli scienziati del tempo erano ben consapevoli del fatto che il lento decadimento radioattivo naturale di elementi come il radio continua per migliaia di anni, e che mentre il tasso di rilascio di energia è trascurabile, la quantità totale rilasciata è enorme, Wells usò questo come base per il romanzo. La conoscenza di Wells della fisica atomica veniva dalla lettura di scienziati come William Ramsay, Ernest Rutherford e Frederick Soddy; quest'ultimo aveva scoperto la disintegrazione dell'uranio.

## Trama
Uno scienziato di nome Harry viene rapito a Londra da due spie tedesche e portato via sottomarino in una base militare tedesca. Lì viene costretto a studiare un modo per creare una bomba in grado di sconfiggere i nemici della Germania. Harry, a malincuore, crea la bomba nucleare ed essa viene sganciata su Londra, ma accade qualcosa di inaspettato: i londinesi non muoiono e anzi diventano più forti ma irrazionali e "senza cervello". I piloti tedeschi cercano di fermare le alte cariche ma non vengono creduti e così anche Mosca e Washington DC vengono colpite e la loro popolazione trasformata. I "senza cervello" (così vengono definiti) iniziano ad attaccare le grandi città nelle vicinanze. Una spia russa, ignara di ciò che sta accadendo e con l'obiettivo di rubare un'arma atomica, innesca per errore l'unica testata atomica non ancora utilizzata conservata sotto Berlino e trasforma anche i tedeschi. In poco tempo il mondo viene del tutto trasformato e gli unici superstiti impazziscono.